# Phymatoctenus comosus
Phymatoctenus comosus là một loài nhện trong họ Ctenidae.
Loài này thuộc chi Phymatoctenus. Phymatoctenus comosus được Eugène Simon miêu tả năm 1897.